# Karmelici Maryi Niepokalanej
Karmelici Maryi Niepokalanej (łac. Congregatio Fratrum Carmelitarum Beatae Virginis Mariae Immaculatae, używany skrót: CMI) – katolickie męskie zgromadzenie obrządku syromalabarskiego, złożone z kapłanów i braci zakonnych. Był to pierwszy zakon założony w Indiach.

## Historia
Zgromadzenie założyli w 1831 roku św. Cyriak Eliasz Chavara, Palackal Thoma Malpan, Thoma Porukara Geevarghse Ivanios Panickerveetil. Wspólnota została kanonicznie erygowana w 1855 roku pod nazwą: Zgromadzenie Sług Maryi Niepokalanej z Góry Karmel. Przyjęto duchowość karmelitańską, a pierwszym przełożonym generalnym został św. Cyriak Eliasz Chavara – ostatni żyjący z grupy założycieli. Nazwa zgromadzenia została zmieniona na obecną w 1958 roku.

## Charyzmat
Zgromadzenie łączy w sobie tradycje duchowe Indii i Kościoła Syromalabarskiego z duchowością karmelitańską.